# Money in My Head
Money in My Head is een nummer van de Nederlandse zanger Goldkimono uit 2024. Het is de vierde single van zijn tweede studioalbum Something Out of Nothing.
"Money in My Head" gaat over rijkdom dat van binnen zit. Ook heeft het nummer als boodschap dat rijkdom verder gaat dan alleen materiële bezittingen. Zo drukt het pre-refrein het idee uit dat echte rijkdom niet alleen wordt gemeten aan de hand van geld, maar ook door zelfvertrouwen en geloof in jezelf. Het nummer werd door diverse radiostations in Nederland opgepikt en werd bijvoorbeeld Megahit op NPO 3FM.

## Tracklijst
Muziekdownload
1. "Money in My Head" - 3:08